# Euphonia rufiventris
Euphonia rufiventris là một loài chim trong họ Fringillidae.